# Stenosis ciliaris
Stenosis ciliaris is een keversoort uit de familie zwartlijven (Tenebrionidae). De wetenschappelijke naam van de soort is voor het eerst geldig gepubliceerd in 1920 door Gebien.